# Kamalashila
Kamalashila (* ca. 740; † 795) war ein indischer Autor und Gelehrter des Mahayana-Buddhismus. Er war Schüler Shantarakshitas und wurde auf dessen Rat hin zur Zeit Thrisong Detsens nach Tibet eingeladen.
Historische Bedeutung für den Buddhismus in Tibet hatte eine zwischen 792 und 794 geführte Debatte zwischen Kamalashila und Heshang Moheyan im Kloster Samye, die auch als Große Debatte von Samye oder als Konzil von Lhasa bezeichnet wurde.
Zu den bekanntesten Werken Kamalashilas zählen drei Texte, die alle den Titel Bhavana-krama (tib.: sgom rim; „Stufen der Meditation“) tragen.